# Сантимаминье

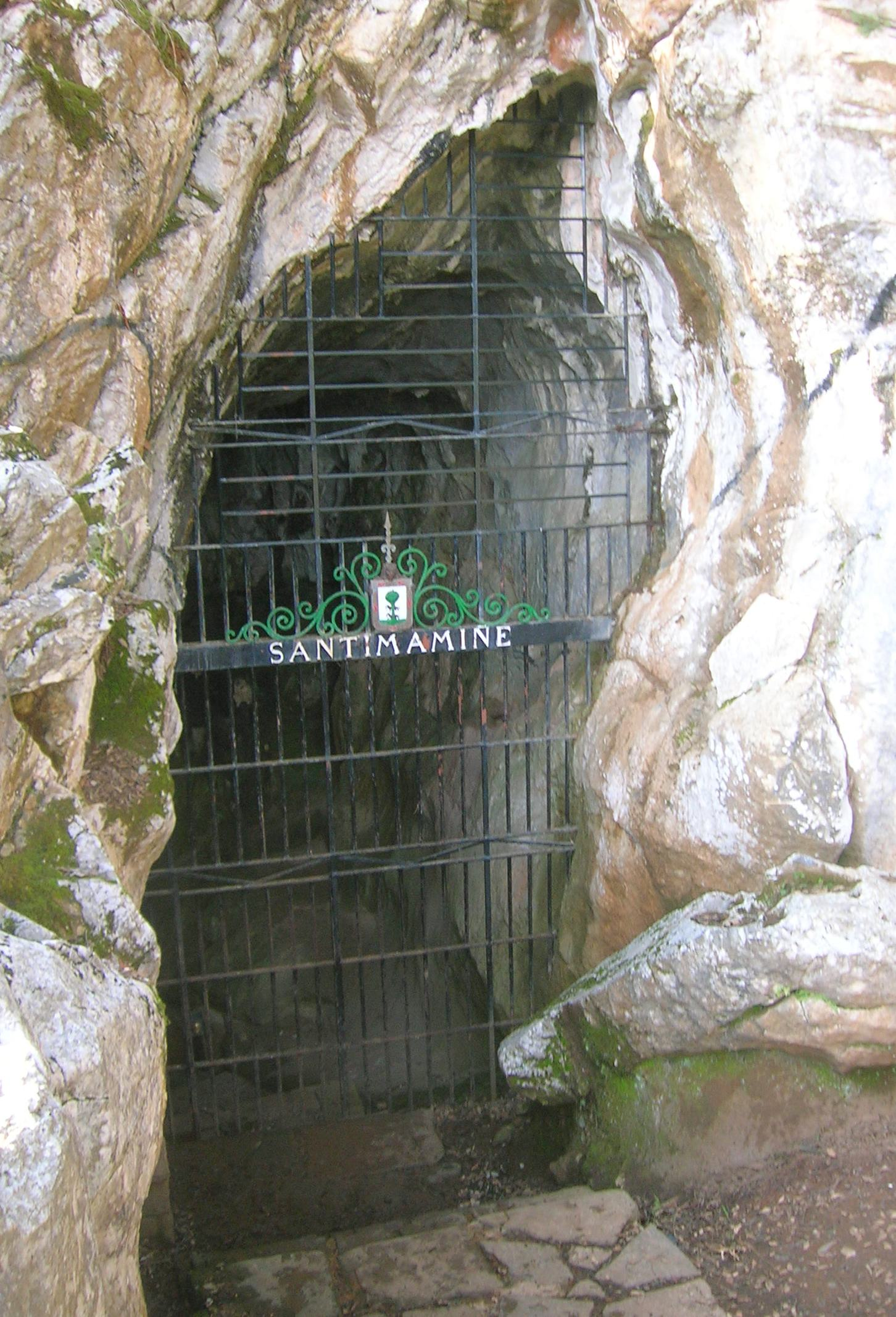
Вход в пещеру.

Пещера Сантимаминье, баск. Santimamiñe находится в эстуарии Урдайбай (en:Urdaibai), муниципалитет Кортесуби, провинция Бискайя, Страна Басков. Это один из наиболее важных археологических памятников Страны басков, где представлена почти непрерывная последовательность археологических культур от среднего палеолита (неандертальская мустьерская культура) до железного века.
Наиболее примечательными являются пещерные рисунки мадленской культуры, изображающие бизонов, лошадей, коз и оленей.